# Marián Čurko
Marián Čurko (* 1973 Košice) je slovenský hudební skladatel, hudebník, komik a herec.

## Život
V roce 1998 ukončil VŠMU v Bratislavě – obor film režie. Profesionálně se věnuje komponování hudby do TV a rozhlasových reklam.
Vyrábí znělky, věnuje se hudebnímu designu pro televizní grafiku všech slovenských televizí (např. Televízne noviny TV Markíza, TV Noviny JOJ a TA3), ozvučování webových stránek a počítačových her, hudebně se spolupodílí na divadelních hrách a věnuje se skládání hudby k různým účelům, např. firemní eventy apod.
Nejvíce se proslavil v pořadech Partička (v české i slovenské verzi) a Parta z penzionu, kde má na starost hudbu (různé zvukové efekty apod.). Je také znám svými různými převleky (na každé představení jiný oblek).
Jeho starším bratrem byl slovenský vrah a kanibal Matej Čurko, který byl v roce 2011 při setkání s potenciální obětí několikrát postřelen. Na následky střelných zranění zemřel o dva dny později v nemocnici. Marián Čurko se od svého bratra vždy distancoval.
Dne 8. února 2025 se Marián Čurko po svém koncertě nevrátil domů. Své manželce poslal zvláštní vzkaz a následujícího dne po něm bylo vyhlášeno policejní pátrání. V pondělí 10. února na svém Instagramu uvedl, že je v pořádku.